# فرنتس توروک
فرنتس توروک (مجاری: Török Ferenc؛ زادهٔ ۲۳ آوریل ۱۹۷۱) کارگردان فیلم، و فیلم‌نامه‌نویس اهل مجارستان است.

## فیلمشناسی
- ۱۹۴۵